# Ventura Bufalini
Ventura Bufalini (falecido a 15 de agosto de 1504) foi um prelado católico romano que serviu como Bispo de Terni (1499–1504) e Bispo de Città di Castello (1498–1499).

## Biografia
A 18 de janeiro de 1498, Ventura Bufalini foi nomeado pelo Papa Alexandre VI como Bispo de Città di Castello. No dia 17 de abril de 1499, foi nomeado pelo pelo mesmo para como Bispo de Terni. Serviu como Bispo de Terni até à sua morte a 15 de agosto de 1504.